# Williams International FJ33

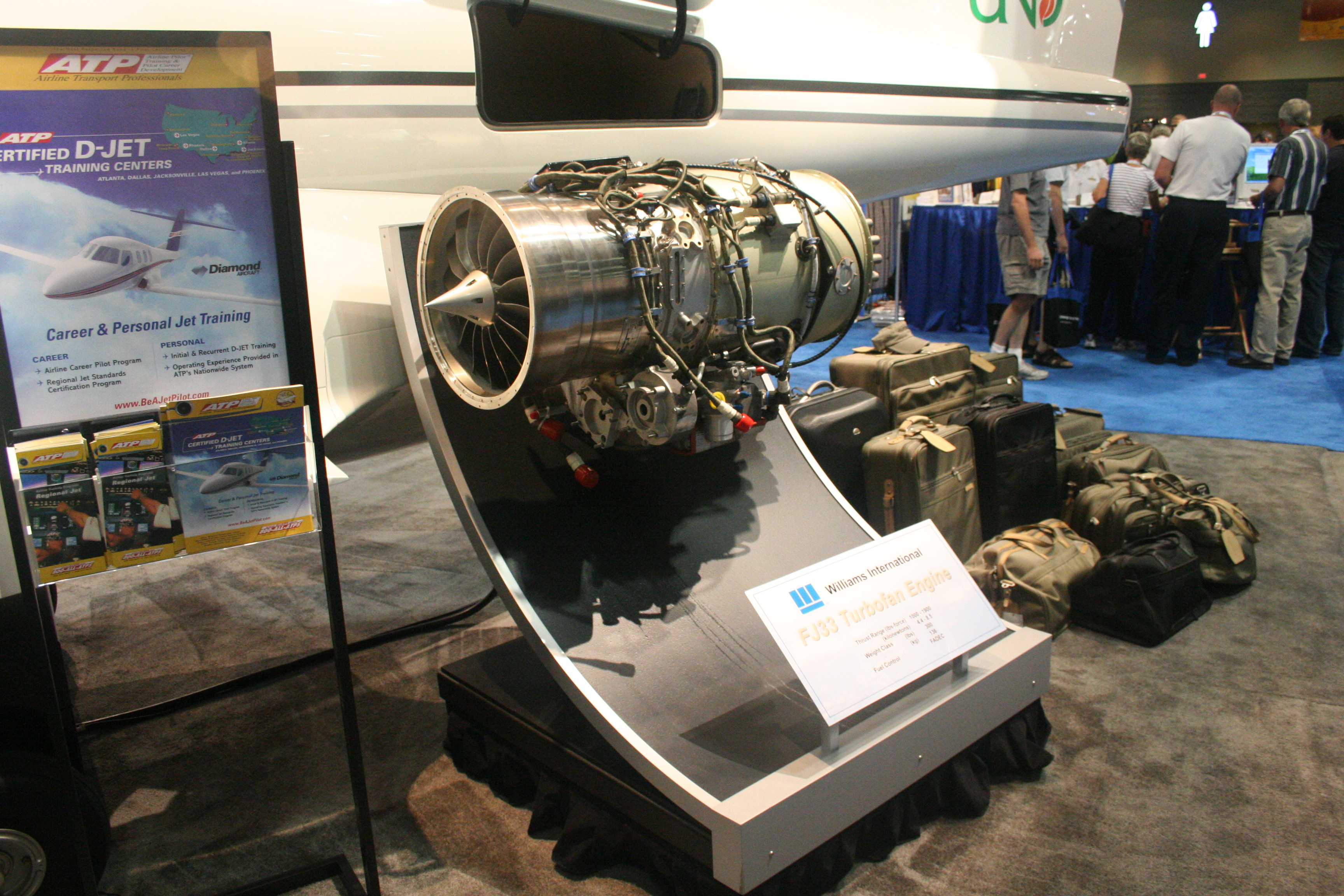
Williams International FJ33

Das Williams International FJ33 ist eine Familie von Zweiwellen-Turbofan-Triebwerken, die für den Einsatz in sehr leichten strahlgetriebenen Flugzeugen entwickelt worden sind. Als Basis dazu dienten Erfahrungen die Williams bei der Entwicklung des FJ44 gemacht hat.

## Technische Daten
Das Triebwerk besteht aus einem einstufigen Bläser mit Booster-Stufe(n), der durch eine zweistufige Niederdruck-Turbine angetrieben wird. Weiterhin einem zentrifugalen Hochdruck-Verdichter, der durch eine einstufige Hochdruck-Turbine angetrieben wird und einer ringförmigen Brennkammer.
Das FJ33 hat ein Trockengewicht von weniger als 135 kg, einen Durchmesser von 53,47 cm (Bläser 44 cm), eine Länge über alles von 1,22 m (ansonsten 0,978 m), ein Nebenstromverhältnis von 3,28 (FJ33-1) – 3,4 (FJ33-4-A11) und produziert zwischen 4,45 und 8,45 kN Schub. Sein spezifischer Kraftstoffverbrauch bei einem Schub (SLS, ISA) von 5,34 kN beträgt etwa 0,486 lb/(hp·h).
Es gibt folgende Versionen:
- FJ33-1: 5,34 kN (1.200 lb)
- FJ33-2: 5,78 kN (1.300 lb)
- FJ33-3: 6,23 kN (1.400 lb)
- FJ33-4-A11: 4,89 kN (1.100 lb)
- FJ33-4: 6,67 kN (1.500 lb)
- FJ33-4-17M: 7,56 kN (1.700 lb)
- FJ33-4-18M: 8,01 kN (1.800 lb)
- FJ33-4-19M: 8,45 kN (1.900 lb)

## Einsatz
Das FJ33 soll als Antrieb für verschiedene Flugzeuge dienen, unter anderem:
1. Adam A700: 2× Williams FJ33 (Zulassung geplant)
2. ATG Javelin Mk 10: 2× Williams FJ33-4-17M (noch nicht zugelassen)
3. ATG Javelin Mk 20 Militär Trainer: 2× Williams FJ33-4-18M (Erstflug steht noch aus)
4. Cirrus SJ50 Vision FJ33-4A-19 (Zugelassen[1])
5. Diamond D-Jet: ein FJ33-4, flat-rated to ISA+7.2C (noch nicht zugelassen, Erstflug im April 2006)
6. Excel Sport Jet: ein FJ33-4 (gestoppt nach Unfall)
7. Spectrum Aeronautical: Modell Spectrum S-33 Independence, 2× Williams FJ33-4 (gestoppt nach Unfall)
8. Maverick LEADER Jet: 2× FJ33-4-A11 (noch nicht zugelassen)
9. TAM-AIR Epic Jet: 2× Williams FJ33-4 (Epic Elite Erstflug am 7. Juni 2007)